# Сива, Эрика
Эрика Сива (венг. Sziva Erika; род. 8 июня 1967, Будапешт) — нидерландская шахматистка, гроссмейстер среди женщин (2001).
Чемпионка Венгрии (1988). Участница межзонального турнира (1990). Многократная чемпионка Нидерландов (1992, 1994, 1996, 1998, 1999). В составе сборной Нидерландов участница пяти Олимпиад (1992—2000) и второго командного чемпионата Европы (1997) в Пуле .
Была замужем за международным мастером Йоханом Ван Милом. У пары два сына: Алекс (2000) и Нико (2003).

## Изменения рейтинга
| Графики недоступны из-за технических проблем. См. информацию на Фабрикаторе и на mediawiki.org. |